# Margrieta Grietje Visboom
Margrieta Grietje Visboom (Amsterdam, 1649 - New York, 1695) was een Nederlandse koopmansvrouw.

## Biografie
Visboom vertrok na de dood van ouders met haar om Abraham Burgers naar Malakka in het verre oosten. Burgers was een succesvolle lakenkoopman met een hoge functie binnen de VOC (Verenigde Oostindische Compagnie). In Mallaka verkeerde Visboom binnen de hogere kringen.
Na de dood van haar eerste echtgenoot hertrouwde Visboom met de predikant Rudolphus van Varick, een predikant die vanuit Malakka terug naar Nederland wilde keren. Als predikant moest Van Varick zich regelmatig voor langere tijd ergens vestigen. Van 1679 tot 1686 woonde het echtpaar in Hem (West-Friesland), waar de twee dochters kregen. In 1685 werd Van Varick echter herplaatst, dit keer in Flatbush, in de buurt van New York. Flatbush was oorspronkelijk een nederzetting van Nederlanders. In New York opende Visboom een winkel in luxe goederen waaronder sieraden, ebbenhout, Oosterse tapijten, Arabische munten en zijden stoffen. Door haar periode in Malakka wist Visboom hoe ze moest handelen en kende ze al veel mensen binnen de internationale handel.
Na opstanden van Engelse kolonisten werd de sfeer in Flatbush grimmig. Nadat Van Varick de opstand steunde, werd hij gevangengenomen en moest Visboom tijdelijk elders onderdak zoeken. Na zijn vrijlating vroeg Van Varick overplaatsing aan, maar hij stierf niet lang na deze aanvraag. Visboom bleef alleen achter in een vijandige omgeving, waar ze een jaar later door ziekte overleed.